# Гиршфельд, Людвик

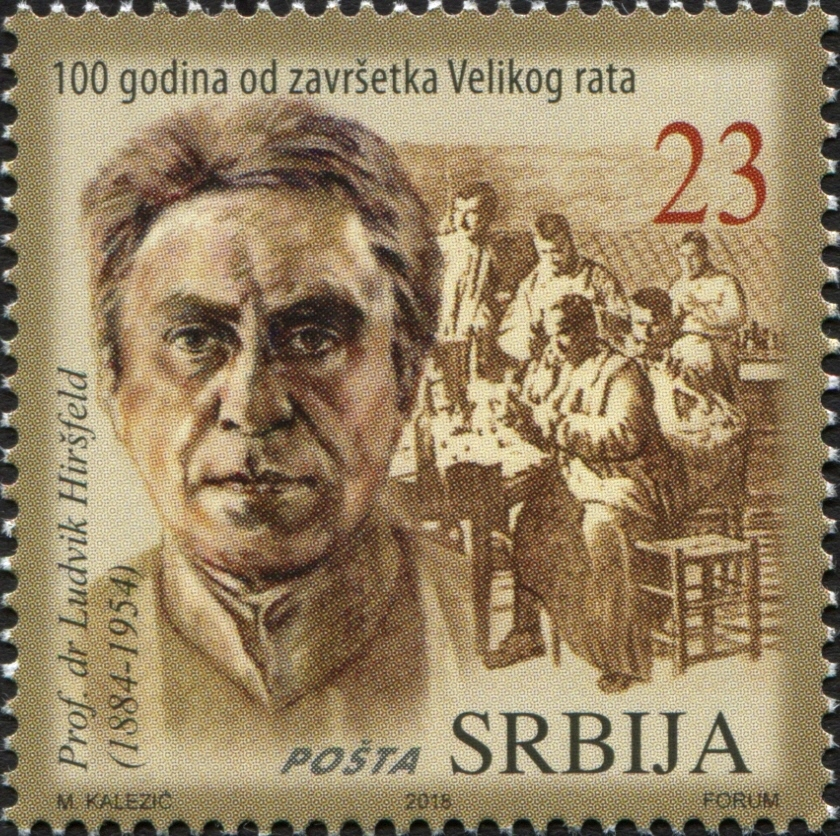
Людвик Гиршфельд на почтовой марке Сербии, приуроченной к 100-летию окончания Первой мировой войны, 2018

Лю́двик Ги́ршфельд (пол. Ludwik Hirszfeld, 5 августа 1884, Варшава — 7 марта 1954, Вроцлав) — польский учёный, иммунолог, гематолог и инфекционист, доктор медицины, основоположник польской школы иммунологов.

## Биография
Двоюродный брат математика Александра Райхмана и бактериолога Людвика Райхмана. Изучал медицину в Вюрцбургском университете и в Берлине. Один из создателей института гигиены в Варшаве. С 1924 года заведовал кафедрой в Варшавском университете. В годы гитлеровской оккупации был брошен в варшавское гетто. Руководил там отделением по профилактике эпидемий. Организовал тайные медицинские курсы. Был католиком по вероисповеданию, посещал католический приход для евреев-католиков на территории гетто. С началом депортации евреев из гетто в Треблинку в июле 1942 года Гиршфельд сумел сбежать и скрывался под чужим именем. В 1944 году в Люблине был одним из основателей Университета Марии Склодовской-Кюри. В 1945 году перебрался во Вроцлав, где преподавал в местном университете, а затем в 1952 году основал Институт иммунологии и экспериментальной терапии Польской академии наук.
В 1933—1935 и в 1947—1951 годах был председателем Польского общества микробиологов.
Автор около 400 работ по различным вопросам биологии и медицины. Он изучал группы крови и вопросы серологии. Именно он вместе с Эмилем фон Дунгерном дал название группам крови O, A, B и AB  ; ранее они были известны как группы I, II, III и IV. Гиршфельд установил наличие генетических закономерностей в наследовании групп крови.